# Deossicitidina
La deossicitidina, o desossicitidina, è un nucleoside formato da una molecola di citidina impegnata di un legame N-glicosidico con una molecola di desossiribosio. Il composto, assieme alla desossiadenosina, alla desossiguanosina ed alla desossitimidina, è uno dei quattro nucleosidi che compongono il DNA.

## Reattività
In vivo la desossicitidina è substrato dell'enzima deossicitidina chinasi, una transferasi che catalizza la fosforilazione della desossicitidina sull'idrossile in posizione 5' secondo la seguente reazione:
NTP + dC → NDP + dCMP
dove NTP è un generico nucleoside trifosfato, dCMP la deossicitidina monofosfato (la citidina fosforilata) e NDP il nucleoside difosfato residuo.